# Trineuragrion percostale
Trineuragrion percostale – jedyny znany gatunek ważki z monotypowego rodzaju Trineuragrion należącego do rodziny Argiolestidae.
Owad ten jest endemitem Nowej Kaledonii. Lieftinck (1975) jako miejsce występowania gatunku wskazał też Vanuatu, ale brak potwierdzenia tej informacji w innych źródłach bądź wśród okazów muzealnych.